# Språkgruppen
Språkgruppen var en löst sammansatt grupp av poeter och konstnärer som på Fylkingen, Stockholm, mellan åren 1967 och 1971 expeimenterade med vad som kom att kallas Text-ljud-komposition.

## Gruppens kärna bestod av
- Lars-Gunnar Bodin
- Bengt Emil Johnson
- Sten Hanson
- Åke Hodell
- Ilmar Laaban